# Storsjöåns naturreservat
Storsjöåns naturreservat är ett naturreservat i Ludvika kommun i Dalarnas län.
Området är naturskyddat sedan 2024 och är 37 hektar stort. Reservatet består av skogsnatur omkring Storsjöån med kärrmark närmast ån och tall längre upp.